# 柳生志限流
柳生志限流（やぎゅうしげんりゅう）とは、日本の武術の流派の一つ。

## 歴史
宮城県栗原郡の高橋市内勝義が開いたとされる。
高橋市内は15歳の時に上京し小野派一刀流や浅利派、吉岡派を学んだ。
その後柔術の修行に転身、真蔭流の今泉八郎の演武館に入所し、そこで柔術19流派と交流した。
明治35年4月に柳生志限流を創始し、岩手県釜石に移住して三浦宗四郎に伝えた。
星貞吉系の柳生心眼流と何らかの関係があるといわれるが、その系譜に星の名前は存在しない。
現在は、柳生志限流師範の宮本鶴松柾道から教えを受けた小佐野淳が山梨県で伝承している。

## 技法
星系の心眼流と共通点があるといわれている。

## 系譜
- 高橋市内勝義
  - 三浦宗四郎義次
    - 山崎三之丞猛次(師範）
    - 藤井美二男猛義(師範）
    - 宮本鶴松柾道　(師範）
      - 小佐野淳

    - 松田力雄柾光　(師範）
    - 黒沢功道次
    - 三浦道義
    - 武田光市猛良

  - 花石
  - 津田